# 奈良県の県道一覧
奈良県の県道一覧（ならけんのけんどういちらん）は、奈良県を通る県道の一覧である。

## 概要
県道番号標識は1989年（平成元年）4月1日から設置された。一桁・二桁番号の路線は主要地方道、700番台の路線は他府県との越境一般県道となっている。
県内完結路線（100 - 200番台）については道路法第7条第○号の番号順による区分（第○号の○は隣県の三重県でいう百位の数に相当）であり他府県にあるような自転車道の百位番号区分もない300番台 - 600番台は今のところ使われていない。

## 主要地方道

### 1 - 82
- 1 奈良生駒線
  - 旧・奈良津線。
- 2 （欠番。現県道8号。初代は天理上野線→現国道25号）
- 3 （欠番。現県道82号。初代は名張柿野線→名張飯南線→現国道368号）
- 4 笠置山添線（京都府と共通）
  - 旧・榛原家城久居線。
- 5 大和高田斑鳩線（1982年（昭和57年）までは枚方大和高田線）
- 6 （欠番。現県道702号）
- 7 枚方大和郡山線（大阪府と共通）
  - 旧・奈良天理線（現国道169号）
- 8 大阪生駒線（阪奈道路。大阪府と共通）
  - 旧・大和高田富田林線。
- 9 奈良大和郡山斑鳩線
- 10 （欠番。天理桜井線→現国道169号）
- 11 （欠番。大和高田王寺線→現国道168号）
- 12 堺大和高田線（ヤマタカ線。大阪府道と共通。奈良県内全線国道165号と重複）。
  - 旧・富田林大淀線→現国道309号他。
- 13 （欠番。河内長野五條線→現国道310号（サントー線））
- 14 桜井田原本王寺線
- 15 桜井明日香吉野線
- 16 吉野東吉野線
  - 旧・五条小川線（→現国道370号の一部と現県道16号の全線）。
- 17 （欠番。榛原国栖線→現国道370号）
- 18 （欠番。吉野中龍門小川線→現県道28号の一部）
- 19 （欠番。大淀上北山線→現国道309号）
- 20 下市宗桧線
- 21 大峯山公園線
- 22 （欠番。旧堺大和高田線）
- 23 （欠番。旧奈良笠置線）
- 24 （欠番。旧笠置榛原線）
- 25 月瀬針線
- 26 （欠番。現県道80号）
- 27 （欠番。現県道52号）
- 28 吉野室生寺針線
- 29 （欠番。1972年（昭和47年） - 1982年（昭和57年）は尾鷲上池原線→国道425号）
- 30 御所香芝線（山麓線）
- 31 榛原菟田野御杖線
  - 1972年（昭和47年） - 1977年（昭和52年）は橋本高野龍神線（現・国道371号）。
- 32 （欠番。田辺十津川線→現国道425号）
- 33 奈良笠置線（笠置街道。京都府と共通）
  - 1977年（昭和52年） - 1982年（昭和57年）は吉野熊野国立公園折立線（現国道425号）。
- 34 （欠番。1982年（昭和57年） - 1994年（平成6年）は現県道7号）
- 35 橿原高取線
- 36 天理王寺線
- 37 桜井吉野線
- 38 桜井都祁線
- 39 五條吉野線
- 40 大台ケ原公園川上線
- 41 奈良大和郡山線
- 42 （欠番。旧名張曽爾線）
- 43 （欠番。旧橋本五条線）
- 44 奈良加茂線（京都府と共通）
- 45 （欠番。旧生駒井手線）
- 46 （欠番）
- 47 天理加茂木津線（京都府と共通）
- 48 洞川下市線
- 49 勢井宗川野線
- 50 大和高田桜井線
- 51 天理環状線
- 52 奈良精華線（京都府と共通）
- 53 高野天川線（和歌山県と共通）
- 54 香芝インター線
- 55 橋本五條線（和歌山県と共通）
- 56 - 64 （欠番）
- 65 生駒井手線（京都府と共通）
- 66 - 71 （欠番）
- 72 生駒精華線（京都府道と共通）
- 73 - 79 （欠番）
- 80 奈良名張線（三重県と共通）
- 81 名張曽爾線（三重県と共通）
- 82 上野南山城線（三重県、京都府と共通）

## 一般県道
1961年（昭和36年）、道路法第7条第○号ごとに奈良県が整理番号を割り当てた。内陸県のため第7条第2号路線はない。

### 101 - 120（道路法第7条第1号路線）
- 101 （欠番。旧奈良加茂線。1982年（昭和57年）に44へ改番）
- 102 （欠番。旧枚方大和郡山線。1982年（昭和57年）に34へ、1994年（平成6年）に7へ改番）
- 103 （欠番。旧木津平城線。1994年（平成6年）に751へ改番）
- 104 谷田奈良線
  - （旧・奈良県道104号大阪生駒奈良線→1972年（昭和47年）に2へ改番、現県道1号奈良生駒線・現県道8号大阪生駒線）
- 105 中和幹線
  - （旧・奈良県道105号奈良生駒線→1977年（昭和52年）から県道104号谷田奈良線）
- 106（欠番。旧生駒精華線）
- 108 大和郡山広陵線
- 109 天理斑鳩線
- 111 （欠番。旧桜井多武峯吉野山線。1982年（昭和57年）から現県道37号。）
- 112 田原本広陵線
- 113 （欠番。旧大和高田田原本線。1994年（平成6年）から現県道50号の一部。）
- 114 （欠番。旧香芝新庄線。現県道30号の一部。1972年（昭和47年） - 1994年（平成6年）は大阪枚岡奈良線→現県道702号）
- 115 （欠番。旧香芝太子線。1994年（平成6年）から現県道703号。）
- 116 大和高田御所線
- 117 （欠番。旧大和高田高取線。1982年（昭和57年）から現県道35号・116号の一部。）
- 118 御所高取線
- 119 明日香清水谷線
- 120 五條高取線

### 121 - 125（道路法第7条第3号路線）
- 121（欠番。旧大河原停車場遅瀬線。1977年（昭和52年）廃止）
- 122 京終停車場薬師寺線
- 123 大和小泉停車場松尾寺線
- 124 橿原神宮東口停車場飛鳥線
- 125 橿原神宮公苑線

### 126 - 144（道路法第7条第4号路線）
- 126 （欠番。旧大柳生木津線）
- 127 北野吐山線（旧・邑地榛原線）
- 128 （欠番。天理月瀬線）
- 129 （欠番。現県道781号）
- 132 河合大和高田線
- 133 戸毛久米線
- 135 宇太三茶屋線
- 137 平原五條線
- 138 赤滝五條線
- 139 （欠番。現県道55号）
- 140 （欠番。現県道732号）
- 141 （欠番。現県道753号）
- 142 生駒停車場宛木線
- 144 大和郡山上三橋線

### 145 - 171（道路法第7条第5号路線）
- 145 櫟本停車場線
- 146 法隆寺線
- 148 平端停車場線
- 150 柳本停車場線
- 151 田原本停車場線
- 152 （欠番・旧大三輪十市線＝2016年（平成28年）7月22日、奈良県告示第146号により廃止[1]）
- 153 三輪停車場線
- 154 桜井停車場線
- 155 多武峯見瀬線
- 156 王寺停車場線
- 157 （欠番・旧箸尾停車場線＝2017年（平成29年）1月13日、奈良県告示第354号により廃止[2]）
- 158 大和八木停車場線
- 159 （欠番。旧大和高田停車場線。現県道5号の一部。）
- 160 当麻寺線
- 161 畝傍御陵前停車場四条線
- 162 御所停車場線
- 164 室生口大野停車場線
- 167 吉野神宮停車場線
- 169 北宇智停車場線
- 170 五條停車場線
- 171 （欠番。旧瀞峡公園線→1975年（昭和50年）に国道169号へ昇格）

### 172 - 235（道路法第7条第6号路線）
- 172 大保邑地線（旧・笠置大保線）
- 173 下狭川阪原線
- 176 山陵佐紀線
- 177（欠番。旧乾谷奈良線）
- 178（欠番。旧中垣内南田原線）
- 179（欠番。旧小瀬砂茶屋線）
- 180（欠番。旧奈良大西線）
- 181 遅瀬西波多線
- 182（欠番。旧北野針線）
- 183 日笠東金坊線
- 184 須山西狭川線
- 185 （欠番。旧横田針ヶ別所線。現在の国道369号と県道47号の一部）
- 186 福住矢田原線
- 187 福住上三橋線
- 188 高畑山線
- 189 矢田寺線
- 190（欠番。旧中峯山名張線）
- 191（欠番。旧針室生線）
- 192 福住横田線
- 193 筒井二階堂線
- 194 椿井王寺線
- 195 王寺三郷斑鳩線
- 196 柳本田原本線
- 197 結崎田原本線
- 198 粟原榛原線
- 199 慈恩寺三輪線
- 200 慈恩寺桜井線
- 201 山陵王寺線
- 202 畠田藤井線
- 203 上中下田線
- 204 （欠番・旧下田良福寺線＝2012年（平成24年）7月24日、奈良県告示第154号により廃止[3]）
- 206 豊浦大和八木停車場線
- 207 見瀬五井線
- 208 山陵石川線
- 209 野口平田線
- 210 御園平田線
- 211 兵庫柏原線
- 212 玉手茅原線
- 213 櫛羅御所線
- 214 月瀬三ケ谷線
- 215 古瀬小殿線
- 217 高塚野依線
- 218 内牧菟田野線
- 219 佐倉大宇陀線
- 220 大又小川線
- 221 小村木津線
- 222 今木出口線
- 224 大台大迫線
- 226 大台河合線
- 228 東川河合線
- 229 上池原下桑原線
- 235 篠原宇井線

### 236 - 280（新規追加路線）
- 236 信貴山線
- 237 生駒停車場宝山寺線
- 238 三輪山線
- 240 橿原神宮西口停車場線
- 242 上笠間三本松停車場線
- 244 毛原切幡線
- 245 助命下荻線
- 246 馬場針ケ別所小倉線
- 247 笠天理線
- 249 大和郡山環状線
- 250 平群信貴山線
- 251 谷尻木津線
- 252 長谷寺停車場線
- 253 中筋出作川合線
- 254 寺口北花内線
- 255 寺前千股線
- 256 入野河原屋線
- 257 才谷吉野山線
- 258 中奥白川渡線
- 259 吉野川公園線
- 261 西佐味中之線
- 262 国栖大滝線
- 263 岩屋三ケ谷線
- 266 奈良西の京斑鳩自転車道線
- 267 横川三昧田線
- 269 馬佐清水谷線
- 271 平畑運動公園線
- 272 神野山公園線
- 273 大和郡山田原本橿原自転車道線
- 274 明日香大和郡山自転車道線
- 276 山添月ヶ瀬梅林線
- 277 大和高田広陵線
- 278 橿原新庄線
- 279 平畑運動公園北線
- 280 大和青垣吉野川自転車道線＝2016年（平成28年）6月3日、奈良県告示第74号により認定[4]

### 701 - 705（大阪府越境路線）
- 701 中垣内南田原線
- 702 大阪枚岡奈良線
- 703 香芝太子線
- 704 竹内河南線
- 705 富田林五條線

### 731 - 735（和歌山県越境路線）
- 731 二見御幸辻停車場線
- 732 阪本五條線
- 733 川津高野線
- 734 高野辻堂線
- 735 龍神十津川線

### 751 - 754（京都府越境路線）
- 751 木津平城線
- 752 高田東鳴川線
- 753 月ヶ瀬今山線
- 754 木津横田線

### 781 - 785（三重県越境路線）
- 781 都祁名張線
- 782 上笠間八幡名張線
- 783 土屋原飯高線
- 784 赤目掛線
- 785 山添桔梗が丘線